# Патриарший летописный свод (1680-е годы)
Патриарший летописный свод 1680-х годов — русская летопись, памятник летописания XVII века, который отражает следующий после Патриаршего летописного свода 1670-х годов этап работы летописцев Чудова монастыря. Работа над сводом велась между 1680 и 1688 годами.
Является одним из важнейших летописных памятников XVII века, созданных непосредственно перед отмиранием центрального общерусского летописания. Составители стремились на широком историческом материале обосновать концепцию «избранности» Русского государства и его самодержцев среди других народов и государств мира, отразить патриотический, «государственный» взгляд на российскую историю. 

## Текстология
Известны две редакции 1690-х годов, которые представлены Соловецким списком (пространная редакция) и Никифоровским списком (краткая редакция). Оба списка имеют продолжение в виде Летописца 1619—1691 годов, которого не было в протографе. Текст Никифоровского списка в целом следует за текстом Соловецкого списка, значительно сокращая его, но в ряде случаев, в особенности в начале текста, включает выдержки из некоторых статей Хронографа, «Повести временных лет» и других источников, которые целиком в нём опущены; эти выдержки касаются Августа кесаря, зачатия святой Анны, Рождества Богородицы и жизни Христа, Андрея Первозванного, Кия, Щека, Хорива и Лыбяди, создания Киева, включают тексты «о словенском языце и о российском», «о наречении Москвы, и народа, и царьственного града» и др. Возможно повторное обращение к первоисточникам автора краткой редакции, созданной вместе с краткой редакцией Летописца 1619—1691 годов позднее пространной, так как обе редакции были созданы в одном скриптории, однако более вероятна неполная передача ими общего протографа конца 1690 — начала 1691 годов, который впервые объединил свод 1680-х годов и Летописец 1619—1691 годов.